# Frühlingstraße (Bad Kissingen)
Die Frühlingsstraße befindet sich in Bad Kissingen, der Großen Kreisstadt des unterfränkischen Landkreises Bad Kissingen und beherbergt mehrere Baudenkmäler des Ortes.

## Geschichte
Die Frühlingsstraße bildet einen Achsenbezug zum Chor der 1847 erbauten evangelischen Erlöserkirche, kreuzt die Frühlingstraße im spitzen Winkel und mündet in die Dapperstraße, die zur Kapellenstraße führt.
Die Frühlingsstraße bildete mit der Martin-Luther-Straße eine durch den heutigen Kurgarten führende Querachse zur Kurhausstraße. Diese Querachse führte im heutigen Kurpark über die Saale. Nachdem die Ludwigsbrücke diese Funktion des Saale-Übergangs übernahm und die Erlöserkirche in die begradigte Achse des alten Saale-Übergangs gebaut wurde, fand diese Achse ab etwa 1870 ihre Fortsetzung in der Frühlingsstraße.
Die Frühlingsstraße und die Von-der-Tann-Straße bilden das Ensemble Frühlingsstraße/Von-der-Tann-Straße. Die Bebauung beider Straßen zeigt westlich spätklassizistische und östlich historistische Sandsteinquader, Backstein-, und Putzbauten mit Sandsteingliederungen, darunter auch einige einfachere typisierte Bauten. Markant sind hierbei das Mietshaus an der Kreuzung Frühlingsstraße 5/Von-der-Tann-Straße 13 sowie die beiden Anwesen Frühlingsstraße 1 und Frühlingsstraße 2 an der Einmündung zur Dapperstraße. Die baustilistische Kontinuität wird durch moderne Bauten hinter der Erlöserkirche gestört.
| Foto | Adresse                          | Anmerkung                                |
| ---- | -------------------------------- | ---------------------------------------- |
|      | Frühlingstraße 1                 | Villa, 1906/05                           |
|      | Frühlingstraße 2                 | Villa, 1898                              |
|      | Frühlingstraße 5 (Bad Kissingen) | Mietshaus, 1904 (Architekt: Carl Krampf) |
|      | Frühlingstraße 9                 | Kurvilla, 1873                           |